# Pinney’s Beach

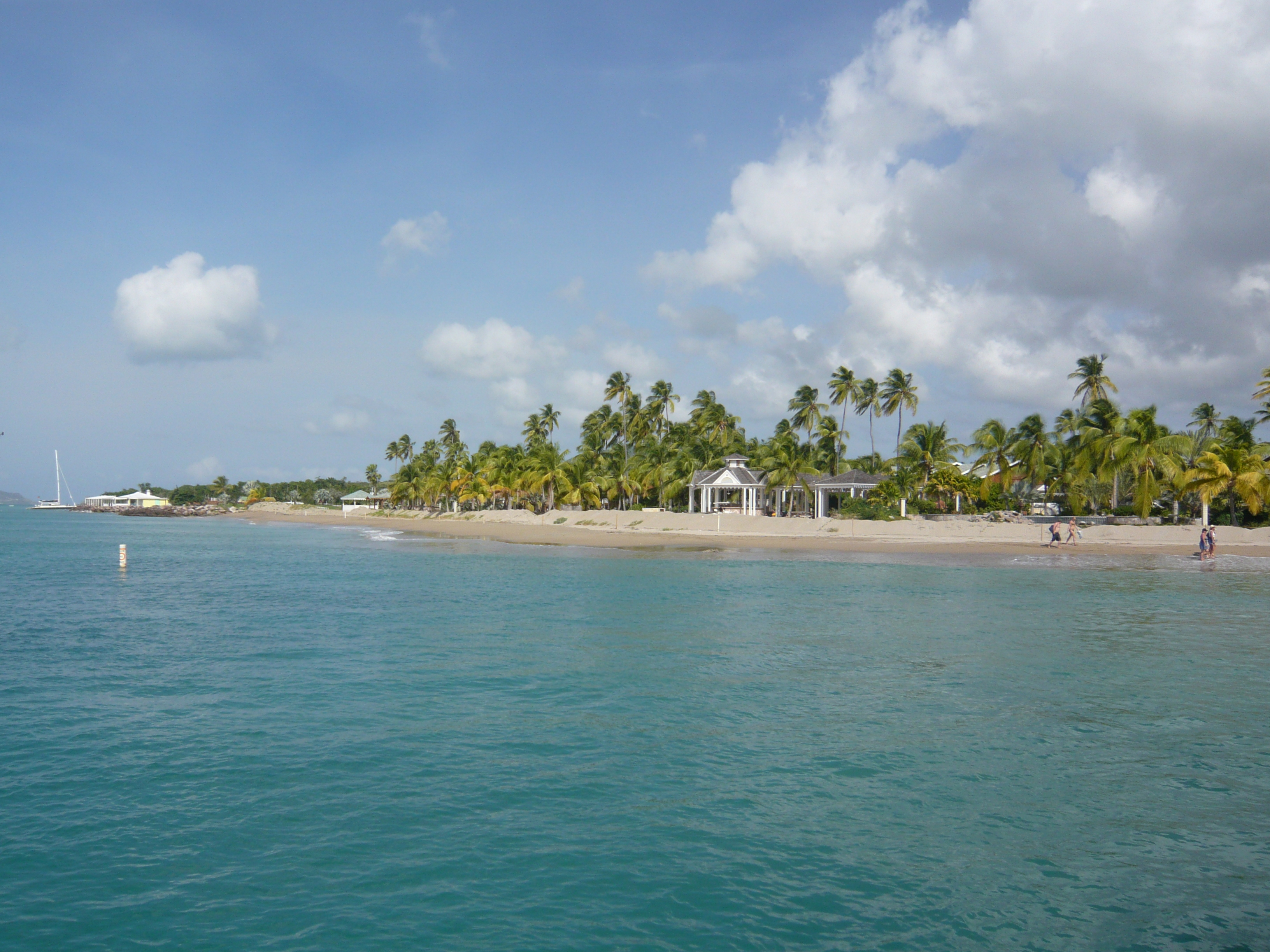
Pinney's Beach, 2010.

Pinney’s Beach (auch: Pinneys Beach) ist ein langer Sandstrand an der Westküste der karibischen Insel Nevis, im Inselstaat St. Kitts und Nevis, Kleine Antillen.

## Geographie
Der Strand zieht sich über drei Meilen (4,5 km) vom Stadtrand des Hauptortes Charlestown nach Norden und endet am nördlichsten Punkt der Cades Bay, wo sich das Fährterminal der „Sea Bridge“ befindet, unweit des Meeresarms der Narrows. Er gehört zum Parish Saint Thomas Lowland.
Pinney’s Beach erhielt seinen Namen von „Pinneys Estate“. Die Plantage gehörte im 19. Jahrhundert der Pinney-Familie, einer alteingesessenen Siedlerfamilie von Nevis.